# NGC 7091
NGC 7091 је спирална галаксија у сазвежђу Ждрал која се налази на NGC листи објеката дубоког неба.
Деклинација објекта је - 36° 39' 14" а ректасцензија 21h 34m 7,7s. Привидна величина (магнитуда) објекта NGC 7091 износи 12,8 а фотографска магнитуда 13,4. NGC 7091 је још познат и под ознакама IC 5114, MCG -6-47-7, ESO 403-8, PGC 66972.